# Белышево (Нижегородская область)
Белышево — село в Ветлужском районе Нижегородской области России, находящееся неподалёку от реки Нужна. Ранее являлось административным центром Белышевского сельсовета. После проведения административной реформы включено в состав Волыновского сельсовета.
В селе расположен Белышевский дом-интернат для престарелых и инвалидов. К достопримечательностям села относится Белышевский парк с усадьбой Бердниковых.
В 1929—1931 годах Белышево было центром Белышевского района.

## Население
По данным на 1999 год, численность населения составляла 392 чел.
| 1999 | 2002 | 2010 | 2017 |
| ---- | ---- | ---- | ---- |
| 392  | ↘391 | ↘283 | ↗303 |